# Barcelona Dragons 2021
Questa voce raccoglie le informazioni riguardanti i Barcelona Dragons nelle competizioni ufficiali della stagione 2021.

## Roster
| Roster dei Barcelona Dragons (2021) |
| --- |
| Quarterback - 1 Zach Edwards - 14 Sergio Barbero Running Back - 3 Adrián Jiménez - 17 Alejandro Herrero - 21 Antoni Montón - 24 Javier Castañón Wide Receiver - 4 Rémi Bertellin - 5 Jéan Constant - 13 Samuel Anca - 15 Mario Flores - 80 Jordi Torrededia - 82 Juan Hervás - 85 Jaume Llinas - 86 José Antonio Amado - 88 Iván Iordanov Offensive Linemen - 57 Elvys Núñez - 58 Raúl Hernández - 60 Naren Ishwani - 65 Jan Rauš - 68 Nicholas Møller-Hansen - 70 Jedrzej Rudnicki - 75 Álvaro López - 78 Axel Irigoite - 79 Irvin Santana - Pierce Boothby Defensive Linemen - 2 Giacomo Prati - 7 Myke Tavarres - 46 Vicente Latorre - 73 Sebastian Bowen - 90 Alejandro Fernández Nieto - 91 Carlos Guillén - 93 Artur Pinheiro - 99 Yago Rivero - Javier Carrasco Sanz - Adriel Costa Linebacker - 10 Cesare Brugnani - 33 Timon Debiez - 41 Daniel Monfared - 42 Guillermo Bahillo - 45 Álex González - 49 Sebastián Castañer - 53 Josep Tricas - 55 Iván Gutiérrez - 59 Víctor Albarracín Defensive Back - 8 Thomas Costa - 11 Brandon Brooks - 20 Lucas Masero - 22 Lautaro Frecha - 23 Jordi Brugnani - 25 Niko Lester - 27 Andy Vera Puentenueva - 32 Jonathan Corradini - 36 Pablo de Diego Special Team - Chris Manser K/P - Giorgio Tavecchio K Coaching staff Adam Rita (HC) |

## European League of Football 2021

### Stagione regolare
| Arbitri: | Hamiko Miras J. Fernandez Horak A. Flaisch-J. Cobas Scott S. Heimerdinger |

| |           | |
| Montón 9':00" Q2 (TD) 51yd pass from Edwards Flores Q2 (tpc) pass from Edwards Team 5':43" Q2 (saf) Hauser sack for loss of 12yd to the 0yd Montón 5':25" Q4 (TD) 5yd pass from Edwards Llinas Q4 (pat) | Marcatori | Geyer 9':00" Q2 (TD) 23yd pass from Wright 11':12" Q3 (TD) 3yd run Edel Q3 (tpc) pass from Wright Flöser 2':45" Q2 (TD) 11yd pass from Wright Tapscott Q4 (pat) |

| Arbitri: | T. Denker T. Graage R. Lewis M. Exposito A. Flaisch-J. M. Hoffmann A. Sourdrille |

| |           |                                                                                               |
| London 14':53" Q2 (TD) 9yd run Schuhmacher Q2 (pat) Pounds 0':06" Q2 (TD) 35yd pass from J. Weinreich Schuhmacher Q2 (pat) London 11':03" Q3 (TD) 65yd run Schuhmacher Q3 (pat) J. Weinreich 3':58" Q3 (TD) 1yd run London 0':07" Q3 (TD) 36yd run London 9':42" Q4 (TD) 75yd run Schuhmacher Q4 (pat) | Marcatori | Flores 11':32" Q3 (TD) 24yd pass from Edwards Bertellin 1':10" Q3 (TD) 25yd pass from Edwards |

| Arbitri: | Miras D. Clemence J. Fernandez M. Exposito A. Gurbiersch C. Beckmann Cobas J. Lanz |

| |           | |
| Constant 7':13" Q4 (TD) 18yd pass from Edwards Q4 (tpc) rush Lester 3':16" Q4 (TD) 0yd fumble recovery | Marcatori | Kruse 10':47" Q1 (TD) 6yd pass from Clark Andersen Q1 (pat) Andersen 5':08" Q1 (FG) 15yd Andersen 0':15" Q1 (FG) 20yd Andersen 5':12" Q2 (FG) 18yd Rogers 3':54" Q2 (TD) 49yd punt return Andersen Q2 (pat) Botella Moreno 4':13" Q3 (TD) 4yd pass from Clark Andersen 14':11" Q4 (FG) 17yd |

| Arbitri: | Ratajczak E. Sumner A. Nagel S. Richardson B. Marciniak C. Beckmann A. Sourdrille |

| |           | |
| Mahoungou 5':04" Q1 (TD) 10yd pass from Sullivan Siemssen Q1 (pat) Strahmann 1':20" Q1 (TD) 9yd pass from Sullivan Siemssen Q1 (pat) Rodney 2':00" Q2 (TD) 15yd run Siemssen Q2 (pat) Mahoungou 10':21" Q3 (TD) 22yd pass from Sullivan 8':12" Q3 (TD) 2yd run Rutsch Q3 (tpc) pass from Sullivan Strahmann 3':37" Q3 (TD) 9yd pass from Sullivan Siemssen Q3 (pat) | Marcatori | Bertellin 12':32" Q1 (TD) 15yd pass from Edwards Tavecchio 11':39" Q2 (FG) 24yd Tavecchio 1':00" Q2 (FG) 56yd Flores 2':40" Q3 (TD) 74yd pass from Edwards Tavecchio Q3 (pat) Tavecchio 14':16" Q4 (FG) 21yd |

| Arbitri: | Miras D. Clemence J. Fernandez K. Haltermann A. Valverde M. Hoffmann P. Simon J. Lanz |

| |           | |
| Bertellin 12':59" Q1 (TD) 8yd pass from Edwards Costa Q1 (pat) Flores 3':40" Q1 (TD) 8yd pass from Edwards Costa Q1 (pat) Constant 1':10" Q2 (TD) 31yd pass from Edwards Costa Q2 (pat) Bertellin 9':01" Q3 (TD) 6yd pass from Edwards Costa Q3 (pat) Constant 5':17" Q4 (TD) 2yd pass from Edwards Masero 4':10" Q4 (TD) 0yd interception return Costa Q4 (pat) Vera Puentenueva 3':04" Q4 (TD) 0yd interception return Costa Q4 (pat) | Marcatori | Jones 11':51" Q1 (TD) 11yd pass from Zerbe Schenderlein 11':03" Q2 (FG) 24yd Jones 4':59" Q2 (TD) 24yd pass from Zerbe Schenderlein Q2 (pat) |

| Arbitri: | T. Denker M. Kattilus M. Berger Jurzyk M. Hoffmann E. Christensen Horak |

| |           | |
| Andersen Q2 (FG) 43yd Madin Cerezo Q2 (TD) 44yd pass from Clark Andersen Q2 (pat) Andersen 5':40" Q3 (FG) 28yd Andersen 1':30" Q3 (FG) 32yd Andersen 4':53" Q4 (FG) 32yd Andersen 2':22" Q4 (FG) 46yd | Marcatori | Tavecchio Q2 (FG) 27yd Lester Q2 (TD) 97yd interception return Tavecchio Q2 (pat) Edwards Q2 (TD) 12yd run Tavecchio Q2 (pat) |

| Arbitri: | Miras D. Clemence M. Exposito J. Fernandez A. Valverde J. Lanz A. Sourdrille Cobas |

| |           | |
| Torrededia 7':01" Q1 (TD) 4yd pass from Edwards Llinas Q1 (pat) Torrededia 3':10" Q1 (TD) 8yd pass from Edwards Jiménez 11':02" Q2 (TD) 7yd run Constant 2':19" Q2 (TD) 4yd run Llinas Q2 (pat) Bertellin 14':37" Q3 (TD) 78yd pass from Edwards Llinas Q3 (pat) Anca 12':12" Q4 (TD) 6yd pass from Edwards 4':04" Q4 (TD) 1yd run Llinas Q4 (pat) Jiménez 1':50" Q4 (TD) 11yd run Llinas Q4 (pat) Edwards 0':55" Q4 (TD) 41yd run Llinas Q4 (pat) | Marcatori | London 7':51" Q1 (TD) 5yd run Pounds 14':22" Q2 (TD) 57yd pass from J. Weinreich 11':36" Q3 (TD) 28yd run London 7':17" Q3 (TD) 1yd run London 4':34" Q3 (TD) 38yd run Schuhmacher Q3 (pat) Loercks 14':52" Q4 (TD) 6yd pass from J. Weinreich London 10':03" Q4 (TD) 5yd run London Q4 (tpc) Amadu 1':16" Q4 (TD) 61yd pass from J. Weinreich |

| Arbitri: | Hamiko E. Sumner R. Lewis S. Richardson A. Gurbiersch N. Lakowitz A. Flaisch-J. |

|                                                                                        |           | |
| Hauser 3':57" Q1 (FG) 24yd Hauser 0':05" Q2 (FG) 35yd Winterlik 0':03" Q4 (TD) 1yd run | Marcatori | Bertellin 13':20" Q2 (TD) 14yd pass from Edwards Tavecchio Q2 (pat) Constant 9':37" Q3 (TD) 17yd pass from Edwards Tavecchio Q3 (pat) Constant 0':16" Q3 (TD) 3yd pass from Edwards Tavecchio Q3 (pat) Constant 14':27" Q4 (TD) 75yd pass from Edwards Tavecchio 4':37" Q4 (FG) 40yd |

| Arbitri: | Ratajczak E. Sumner M. Burzec M. Szczepanski B. Marciniak Przybyła H. Romanczyk E. Christensen |

| |           |                                |
| Schenderlein 14':00" Q1 (FG) 36yd White 9':00" Q1 (TD) 100yd interception return Schenderlein 0':00" Q2 (FG) 32yd Thiele 8':15" Q3 (TD) 40yd interception return Schenderlein Q3 (pat) | Marcatori | Tavecchio 11':59" Q3 (FG) 30yd |

| Arbitri: | Miras D. Clemence M. Burzec M. Szczepanski A. Valverde J. Lanz Cobas M. Exposito |

| |           | |
| Constant 8':10" Q2 (TD) 100yd kickoff return Bertellin 7':30" Q4 (TD) 2yd pass from Bertellin Edwards Q4 (tpc) rush | Marcatori | Mahoungou 8':45" Q1 (TD) 12yd pass from Sullivan Schwarz 5':48" Q3 (TD) 5yd pass from Sullivan Mahoungou Q3 (tpc) pass from Sullivan Regler 0':11" Q3 (TD) 22yd pass from Sullivan Q3 (tpc) rush |

## Statistiche di squadra
| Competizione | %Vittorie | In casa | In casa | In casa | In casa | In casa | In casa | In trasferta | In trasferta | In trasferta | In trasferta | In trasferta | In trasferta | Totale | Totale | Totale | Totale | Totale | Totale |
| Competizione | %Vittorie | G       | V       | N       | P       | Pf      | Ps      | G            | V            | N            | P            | Pf           | Ps           | G      | V      | N      | P      | Pf     | Ps     |
| ------------ | --------- | ------- | ------- | ------- | ------- | ------- | ------- | ------------ | ------------ | ------------ | ------------ | ------------ | ------------ | ------ | ------ | ------ | ------ | ------ | ------ |
| Campionato   | .300      | 5       | 2       | 0       | 3       | 153     | 142     | 5            | 1            | 0            | 4            | 84           | 135          | 10     | 3      | 0      | 7      | 237    | 277    |
| Totale       | .300      | 5       | 2       | 0       | 3       | 153     | 142     | 5            | 1            | 0            | 3            | 84           | 135          | 10     | 3      | 0      | 7      | 237    | 277    |

## Statistiche personali

### Marcatori
| Giocatore        | Ruolo | TD rush | TD recv | TD int | TD p.ret | TD k.ret | TD oth | Xp1 | Xp2 | FG | Saf | Totale |
| ---------------- | ----- | ------- | ------- | ------ | -------- | -------- | ------ | --- | --- | -- | --- | ------ |
| Constant         |       | 1       | 6       | 0      | 0        | 1        | 0      | 0   | 0   | 0  | 0   | 48     |
| Bertellin        |       | 0       | 7       | 0      | 0        | 0        | 0      | 0   | 0   | 0  | 0   | 42     |
| Tavecchio        |       | 0       | 0       | 0      | 0        | 0        | 0      | 6   | 0   | 6  | 0   | 24     |
| Edwards          |       | 3       | 0       | 0      | 0        | 0        | 0      | 0   | 2   | 0  | 0   | 22     |
| Flores           |       | 0       | 3       | 0      | 0        | 0        | 0      | 0   | 1   | 0  | 0   | 20     |
| Jiménez          |       | 2       | 0       | 0      | 0        | 0        | 0      | 0   | 0   | 0  | 0   | 12     |
| Lester           |       | 0       | 0       | 1      | 0        | 0        | 1      | 0   | 0   | 0  | 0   | 12     |
| Montón           |       | 0       | 2       | 0      | 0        | 0        | 0      | 0   | 0   | 0  | 0   | 12     |
| Torrededia       |       | 0       | 2       | 0      | 0        | 0        | 0      | 0   | 0   | 0  | 0   | 12     |
| Llinas           |       | 0       | 0       | 0      | 0        | 0        | 0      | 7   | 0   | 0  | 0   | 7      |
| Anca             |       | 0       | 1       | 0      | 0        | 0        | 0      | 0   | 0   | 0  | 0   | 6      |
| Costa            |       | 0       | 0       | 0      | 0        | 0        | 0      | 6   | 0   | 0  | 0   | 6      |
| Masero           |       | 0       | 0       | 1      | 0        | 0        | 0      | 0   | 0   | 0  | 0   | 6      |
| Vera Puentenueva |       | 0       | 0       | 1      | 0        | 0        | 0      | 0   | 0   | 0  | 0   | 6      |
| Team             |       | 0       | 0       | 0      | 0        | 0        | 0      | 0   | 0   | 0  | 1   | 2      |

### Passer rating
| Giocatore | G  | Att | Comp | Int | Yds  | TD | NFL   | NCAA   |
| --------- | -- | --- | ---- | --- | ---- | -- | ----- | ------ |
| Edwards   | 10 | 355 | 189  | 11  | 2459 | 20 | 81,18 | 123,82 |
| Bertellin | 1  | 2   | 1    | 0   | 2    | 1  |       |        |
| Constant  | 1  | 1   | 1    | 0   | 9    | 0  |       |        |
| Barbero   | 1  | 0   | 0    | 0   | 0    | 0  |       |        |
| Team      | 5  | 0   | 0    | 0   | -257 | 0  |       |        |